# La Loye
La Loye település Franciaországban, Jura megyében. Lakosainak száma 537 fő (2022. január 1.). La Loye Falletans, Augerans, Dole, Nevy-lès-Dole, Parcey és Souvans községekkel határos.

## Népesség
A település népességének változása:
| Lakosok száma | 444  | 480  | 508  | 531  | 547  | 548  | 551  | 562  | 574  | 537  |
|               | 1968 | 1982 | 1990 | 2006 | 2013 | 2015 | 2017 | 2019 | 2020 | 2022 |